# Мястечко-Шльонське
Мястечко-Шльонське (пол. Miasteczko Śląskie, нім. Georgenberg) — місто в південній Польщі. Розташоване у Верхньосілезькому промисловому районі.
Належить до Тарногурського повіту Сілезького воєводства.

## Демографія
Демографічна структура станом на 31 березня 2011 року:
|          | Загалом | Допрацездатний вік | Працездатний вік | Постпрацездатний вік |
| -------- | ------- | ------------------ | ---------------- | -------------------- |
| Чоловіки | 3660    | 692                | 2508             | 460                  |
| Жінки    | 3864    | 655                | 2296             | 913                  |
| Разом    | 7524    | 1347               | 4804             | 1373                 |